# Nuffield
Nuffield is een civil parish in het bestuurlijke gebied South Oxfordshire, in het Engelse graafschap Oxfordshire met 939 inwoners.